# 埃爾薩 (伊利諾伊州)
埃爾薩（英語：Elsah）是位於美國伊利諾伊州澤西縣的一個村落。

## 地理
埃爾薩的座標為38°58′17″N 90°21′17″W / 38.97139°N 90.35472°W，而該地最高點為海拔高度132米（即433英尺）。

## 人口
根據2010年美國人口普查的數據，埃爾薩的面積為2.83平方千米，當中陸地面積為2.83平方千米，而水域面積為0.00平方千米。當地共有人口673人，而人口密度為每平方千米237人。